# 圣灵感孕

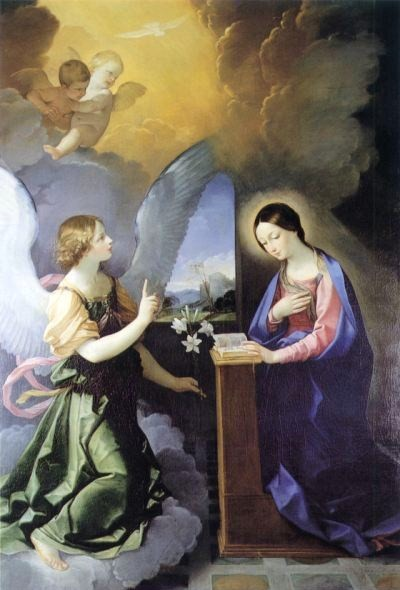
《圣母领报》，由圭多·雷尼在1621年所繪

圣灵感孕或稱聖神降孕（英語：virgin birth of Jesus）是基督教的教義，照《聖經》的記載，是指耶稣的母親馬利亞在懷耶穌時的懷孕，是因為聖靈（或稱聖神）的能力在她身上感孕而有的，不是因為性行為而有的。依上述教義，馬利亞的丈夫約瑟和耶穌沒有血緣關係。
在《尼西亞信經》中有提到這一部份，東正教會因此認為其有權威性；此教義有寫在《尼西亞信經》及《使徒信經》上，天主教會因此也相信此一教義。新教認為，這說明了耶穌具有神性及人性的本質。在聖經的《馬太福音》及《路加福音》都有提到此教義，現在一些學者則認為其歷史根據很薄弱。
19世紀時基督教興起的自由主義神學，以人性的理性分析及科學的發現為依歸，因此不接受圣灵感孕的超自然事件。皮尤研究中心在2013年針對美國人的調查，約有四分之三的人相信耶穌是由童女所生。

## 定義
圣灵感孕的教義是指耶稣出生是因為馬利亞受了聖靈的能力感孕而有的，馬利亞的丈夫約瑟和耶穌沒有血緣關係。在聖經的《馬太福音》及《路加福音》都有提到此事，在第二世紀的《使徒信經》及第四世紀的《尼西亞信經》也都有提到此教義。東正教會、天主教會及新教都接受此為信仰的權威，或認為這可以說明耶穌具有神性及人性的本質。有許多現代教會接受圣灵感孕是正統信仰中的一部份，不過若不接受也不算是異端。

## 聖經描述

安杰利科修士（1430-1432所繪）的《圣母领报》

《馬太福音》1:18-25和《路加福音》1:26-38都提到馬利亞的丈夫是約瑟，是大衛後裔，和耶穌沒有血緣關係。其他部份的敘述則不相同。《馬太福音》引用舊約《以賽亞書》7:14來強調馬利亞的童貞（引用的舊約是希臘語的七十士譯本，其中的“童女”一词的希腊语parthenos意为處女，而未引用馬所拉文本等希伯來圣经中的almah，该词意为“年輕女性”而非“处女”），敘述中也有提到在耶穌出生之前，約瑟沒有和馬利亞發生過性行為。

18 耶穌基督降生的事、記在下面．他母親馬利亞已經許配了約瑟、還沒有迎娶、馬利亞就從聖靈懷了孕。

19 他丈夫約瑟是個義人、不願意明明的羞辱他、想要暗暗的把他休了。

20 正思念這事的時候、有主的使者向他夢中顯現、說、大衞的子孫約瑟、不要怕、只管娶過你的妻子馬利亞來．因他所懷的孕、是從聖靈來的。

21 他將要生一個兒子．你要給他起名叫耶穌．因他要將自己的百姓從罪惡裏救出來。

22 這一切的事成就、是要應驗主藉先知所說的話、

23 說、『必有童女、懷孕生子、人要稱他的名爲以馬內利。』（以馬內利繙出來、就是　神與我們同在。）

24 約瑟醒了、起來、就遵着主使者的吩咐、把妻子娶過來．
25 只是沒有和他同房、等他生了兒子、就給他起名叫耶穌。——和合本 馬太福音1:18-25
路加福音介紹馬利亞是童女，也描述天使告訢馬利亞她將要懷孕時，馬利亞的困惑，並向讀者說明馬利亞的懷孕是因為聖靈。

26 到了第六個月、天使加百列奉　神的差遣、往加利利的一座城去、這城名叫拿撒勒．

27 到一個童女那裏、是已經許配大衞家的一個人、名叫約瑟、童女的名字叫馬利亞。

28 天使進去、對他說、蒙大恩的女子、我問你安、主和你同在了。

29 馬利亞因這話就很驚慌、又反復思想這樣問安是甚麼意思。

30 天使對他說、馬利亞、不要怕．你在　神面前已經蒙恩了。

31 你要懷孕生子、可以給他起名叫耶穌。

32 他要爲大、稱爲至高者的兒子．主　神要把他祖大衞的位給他．

33 他要作雅各家的王、直到永遠．他的國也沒有窮盡。

34 馬利亞對天使說、我沒有出嫁、怎麼有這事呢。

35 天使回答說、聖靈要臨到你身上、至高者的能力要蔭庇你．因此所要生的聖者、必稱爲　神的兒子。

36 况且你的親戚以利沙伯、在年老的時候、也懷了男胎．就是那素來稱爲不生育的、現在有孕六個月了。

37 因爲出於　神的話、沒有一句不帶能力的。

38 馬利亞說、我是主的使女、情願照你的話成就在我身上。天使就離開他去了。——和合本 路加福音1:26-38

## 文化脈絡
有學者認為馬太福音和路加福音敘述最可能的文化脈絡是猶太基督教，或是在猶太文化中，混合了非猶太人以及猶太基督徒的群體。古代的人不知道需要有男性的精子以及女性的卵子才能形成胚胎，當時的人認為以馬利亞的體內就可以產生耶穌胚胎需要的一切，甚至包括耶穌的男性性別。這種文化環境有利於奇蹟生育的故事。
在第一世紀的希臘羅馬神話中，有許多處女生子以及神祇和凡人女子生下子女的故事，在第二圣殿時期的猶太作品中，也為猶大歷史上的偉人（如麥基洗德、挪亞及摩西）產生許多天使顯現以及奇蹟誕生的故事。路加所描述的處女生子事蹟是猶太經文的標準情形，例如在以撒及參孫誕生的相關經文中，都有天使的宣告情景：天使出現、帶來不安，天使做出保證並宣布即將誕生者的身分，當中可能伴隨媽媽的否認，天使則以神蹟證實自己的言論；不過「在可能是福音起源的地區，合理提到處女生子的證據，已被證實高度難以證明。」。也有人認為這和祆教（波斯人）來源有關，在馬太的敘事中有提到東方博士（從東方來朝拜耶穌的智者）以及伯利恒之星，因此也有人認為是祆教形成了這段嬰孩述事的背景，但這也沒有得到普遍的接受。
在《路加福音》中提到馬利亞已許配給約瑟，而馬太福音提到圣灵感孕是發生在她和約瑟同住之前，在猶太人的婚禮中，女性許配給一男性，她就是那個男性的妻子，但要等到婚禮結束，兩人才會同住。由於馬利亞對天使表示：「我沒有出嫁，怎麼有這事呢？」（意思即尚未發生性行為），肯定了約瑟妻子馬利亞的童貞，而且遵行摩西五经（其中有提到禁止姦淫）。
在《馬太福音》中，約瑟因為懷疑馬利亞不忠而想要休了馬利亞，原因是約瑟是義人，也就是說他遵行摩西五经，因此想和不忠的妻子離婚。後來天使在夢裡告訴約瑟，馬利亞的懷孕是聖靈感孕，約瑟聽從後沒有休了馬利亞。

## 生物學觀點
在生物學上，類似的例子稱為單性生殖，又稱為孤雌生殖，是指動植物不經受精過程繁衍後代的方式，動物也有單性生殖的例子，包括無脊椎動物、爬行動物。鳥類及昆蟲。
但就算考慮單性生殖，馬利亞童女生子仍然是很不尋常的事：若這不是超自然事件，是單性生殖，會是唯一一個有記錄的哺乳類自然單性生殖。（哺乳類因為發育及染色體的限制，無法單性生殖）。就算可以，馬利亞是女性，體內沒有男性的Y染色體，只靠單性生殖，無法生下男性的耶穌。

## 歷史性
近代學者認為童貞女生子一事的歷史基礎很少。在聖經中，童貞女生子（圣灵感孕）只出現在《馬太福音》及《路加福音》，兩者都可能是西元80至100年間的產物，而且確定《馬太福音》及《路加福音》不是見證者直接所寫的作品。在《馬可福音》中找不到類似的敘述，找不到這段文字是由其他來源所來的根據，也找不到共同的來源。Raymond E. Brown在1973年提出約瑟是馬太福音敘述的來源，但現今學者認為這段文字很晚才出現，不太可能源自於約瑟的敘述。學者因此認為這兩段文字是分別由二個作者所創，是描述西元65年時基督徒群體的一些想法。路加在耶穌降生上的敘述和福音書其他內容有一些連續性，但寫作風格不同，和七十士譯本有異常的文學相關性，因此也有學者認為是後來才加入的內容
馬太引用了以賽亞書七章14節來支持其敘述，學者們同意在原來希伯來文以賽亞書中，對應童女的字是「almah」，表示是生育年齡的女子，和是否童貞沒有關係。使徒保羅也沒有提到耶穌是聖靈感孕。《馬可福音》是最早出現的福音書，其中沒有提到耶穌出生的事蹟，也沒有提到有關耶穌出生的不尋常事件，在《約翰福音》中有提到耶穌有父親和母親（在約翰福音6:42提到：「這不就是約瑟的兒子耶穌嗎？我們不都認識他的父母嗎？」，在《約翰福音》1:45，腓力也對拿但業說：「摩西在律法上所寫的和眾先知所記的那一位，我們遇見了，就是約瑟的兒子拿撒勒人耶穌。」。

## 在教義上的發展
馬太和路加用聖靈感孕以及童女生子來表示耶穌是神之子，馬太和路加在這部份描述的比馬可更多，馬可是在耶稣受洗時才描述其神子的身份。後來基督教接受童女生子，認為這表現了耶穌的神性。在十八世紀歐洲啟蒙運動時出現對此教義的爭議，有些人認為這只是神話，有些則認為這只是宗教教義上的術語。後來這類的紛歧仍然存在，一些天主教的主教已經將此事物由生物學上的理解改變為「神學上的真理」，有些福音派的神學家認為這在基督教信仰中是較邊緣性的，不是基督教信仰中必須要有的一部份。

## 否認聖靈感孕
在基督教歷史，也有部份群體或個人否認聖靈感孕。這群體或個人在基督论上的立場是認為耶穌是人，是凡人父母所生的兒子。
在歷史上，近東一帶的教會有些會有此論點。猶太基督教中的伊便尼派認為耶穌是彌賽亞，但認為耶穌只是人，否認其神性。內斯托里亞教會及東方亞述教會支持耶穌是人的本質。其他人（例如马吉安）認為耶穌的神性表示其人類的一生、死亡及復活都只是表象。在西元180年時猶太人傳說耶穌是一名名叫提庇留·朱利亞斯·阿布德斯·潘得拉（「Pandera」，名稱是仿自「parthenos」，即含有「處女」之意）的羅馬士兵的私生子，直到中古時代仍有這類故事，例如有一個諷刺耶穌生平的作品，稱為《耶稣一生》；以上說法沒有歷史上的事實可證明，有可能是因為反基督教而產生的。
在十九世紀時，此一論點稱為「基督凡人論」（Psilanthropism），其原文是由希臘文的ψιλός（psilós、平凡、僅只）及ἄνθρωπος（ánthrōpos、人類）結合而成。基督凡人論不單單否認圣灵感孕，也否認耶穌的神性。否認聖靈感孕和嗣子說（認為耶穌完全是人類，並不是神。以「收養」來比喻耶穌與上帝耶和華之間的關係）不同。

## 宗教活動

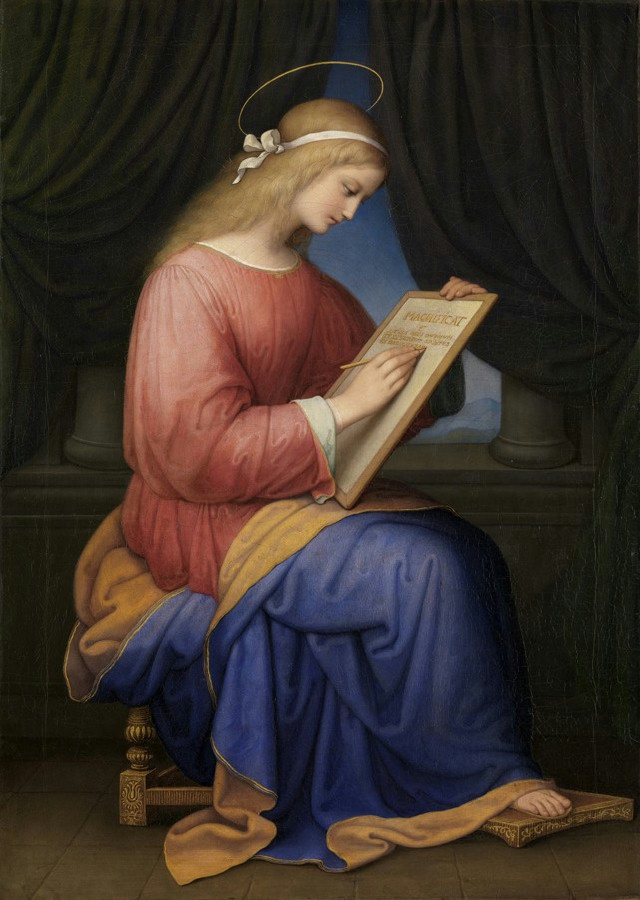
《馬利亞寫尊主頌》，Marie Ellenrieder在1833年所繪

基督教在3月25日慶祝耶穌成胎，12月25日聖誕節慶祝耶穌誕生（這些是依照西方的傳統，沒有明確的耶穌出生日期資訊）。《尊主頌》是以《路加福音》1:46-55，馬利亞的回應為基礎，是四首著名記載在聖經中的福音頌歌（canticle）之一，也是基督教禮拜儀式傳統中的一部份。圣母领报是中古時期敬禮聖母中的一部份，在13世紀的法國歌曲普遍受到影響。東正教會用"Ever Virgin Mary"為其馬利亞敬奉的一部份，也是其向馬利亞頌曲（Akathist）的一部份。
圣灵感孕的教義常以圣母领报的型式出現在基督教藝術中，主題是天使加百列向馬利亞說她會生一個男孩，男孩會是神之子，而在耶稣诞生的場景中也會有撒羅默（耶穌死亡時，在現場見證的女性門徒之一） 。馬利亞领报是西方藝術中最常出現的主題之一。领报主題也是中古時代最常出現，有關天使加百列的藝術品。在一些耶穌降生的藝術品中會描述約瑟轉身的情景，是謹慎的描述聖靈在耶穌成胎中的重要性，以及童女生子的教義。

## 圖集

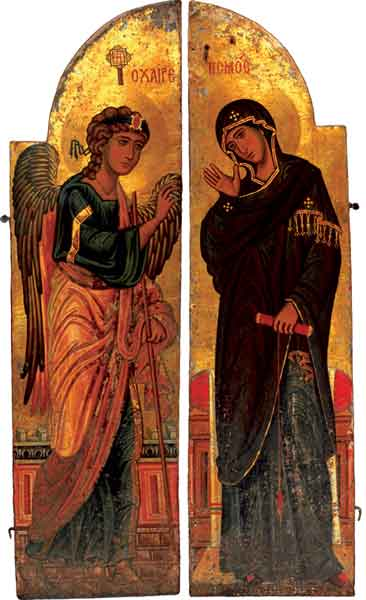
埃及西乃山上圣凯瑟琳修道院的聖門，製作於12世紀
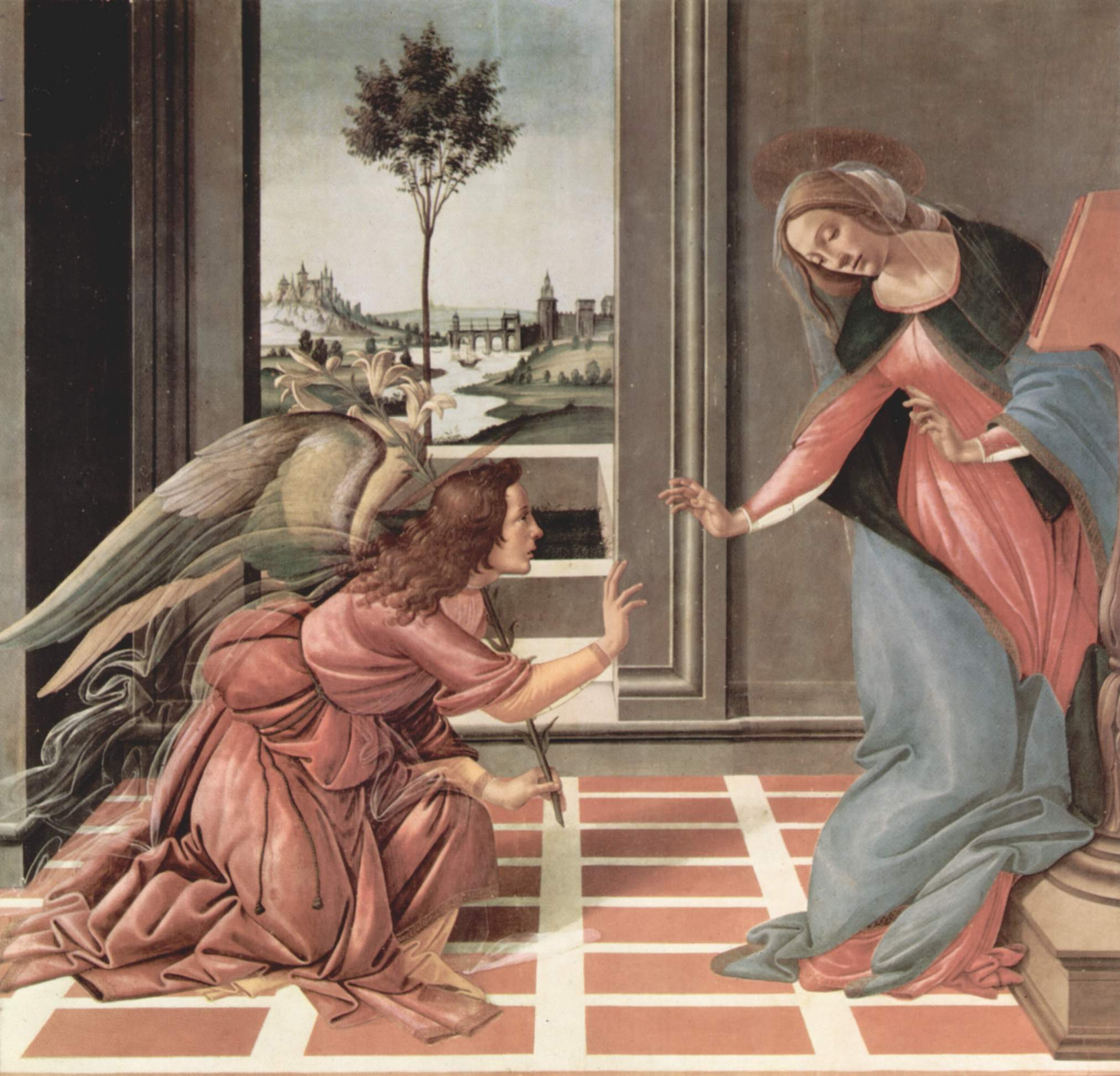
桑德罗·波提切利（約製作於1489–14990年）
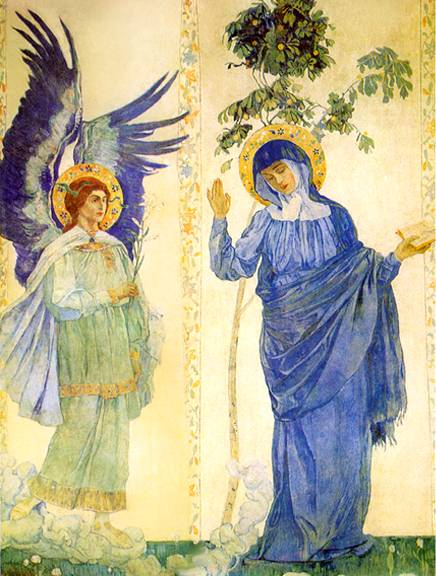
米哈伊爾·涅斯捷羅夫，俄羅斯，19世紀
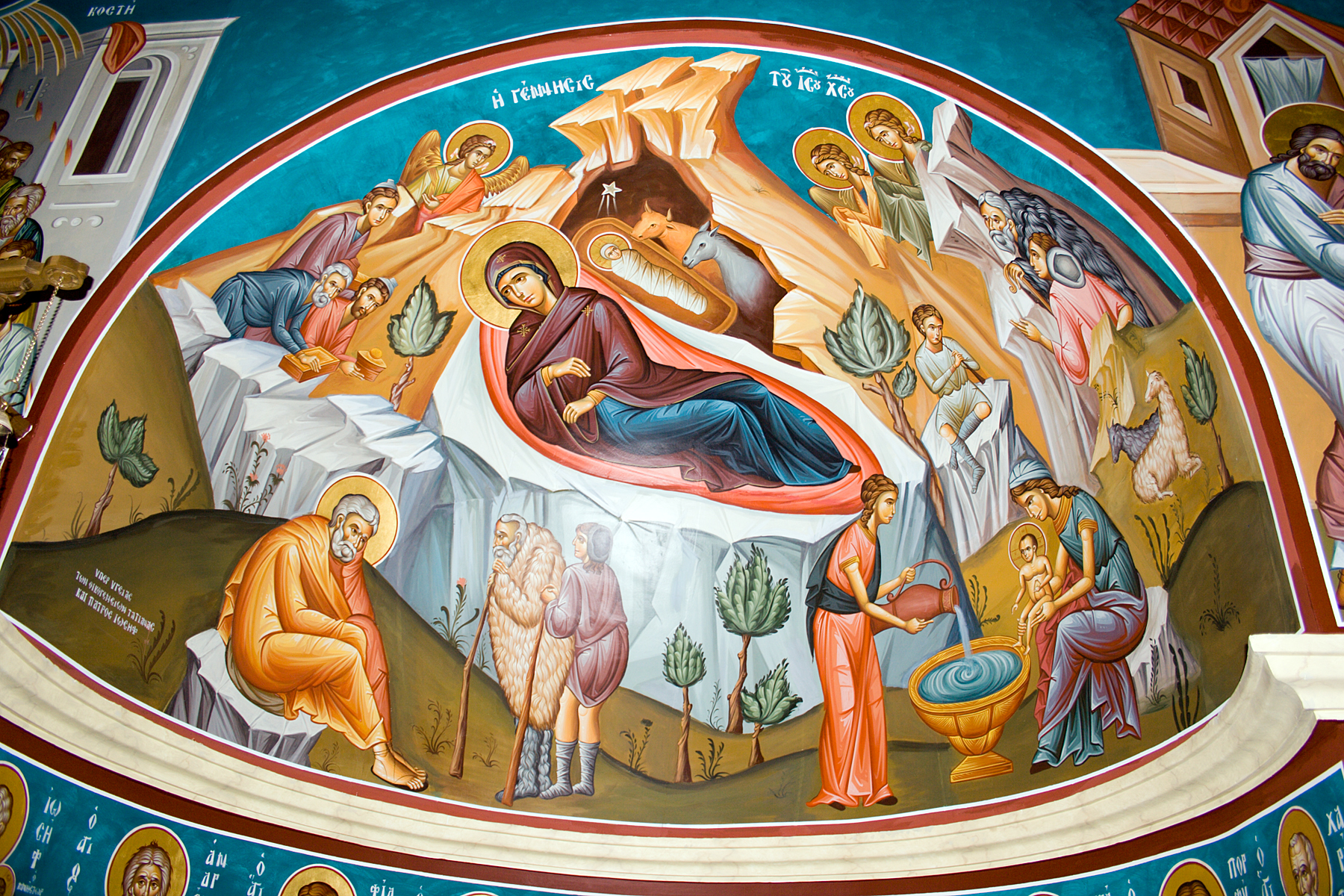
東正教有關耶穌降生的描繪

## 註解
1. ↑  Kiddushin（許配）比現今文化中的訂婚約束效力更強。邁蒙尼德斯有提到在Kiddushin之前有一段訂婚的時期，若Kiddushin完成後，兩人的關係只能因為離婚或是死亡來解除。不過二人還不會住在一起，因為結婚（nisuin）而有的義務會在婚禮結束才有效力

### 腳註
1. 1 2 3 4  Carrigan 2000，第1359頁.
2. 1 2  Ware 1993，第unpaginated頁.
3. 1 2  Bruner 2004，第37頁.
4. ↑  Pew Research Center. . 2013-12-25  [2020-12-28]. （原始内容存档于2020-11-12） （英语）.
5. ↑  Barclay 1998，第55頁.
6. ↑  Robinson 2009，第111頁.
7. ↑  Lincoln 2013，第99頁.
8. ↑  Morris 1992，第31-32頁.
9. ↑  Carroll 2012，第39頁.
10. ↑  Hurtado 2005，第328頁.
11. ↑  Lincoln 2013，第195-196,258頁.
12. ↑  Schowalter 1993，第790頁.
13. ↑  Lachs 1987，第6頁.
14. ↑  Casey 1991，第152頁.
15. ↑  Kodell 1992，第939頁.
16. 1 2  Welburn 2008，第2頁.
17. ↑  《路加福音》第1章第27节
18. ↑  《馬太福音》第1章第18节
19. ↑  .   [2020-12-27]. （原始内容存档于2020-12-06）.
20. ↑  USCCB Luke 1:34 commentary （页面存档备份，存于） Mary’s questioning response is a denial of sexual relations and is used by Luke to lead to the angel’s declaration about the Spirit’s role in the conception of this child (Lk 1:35). According to Luke, the virginal conception of Jesus takes place through the holy Spirit, the power of God, and therefore Jesus has a unique relationship to Yahweh: he is Son of God.
21. ↑  Jewish Encyclopedia: Adultery （页面存档备份，存于）。Sexual intercourse of a married woman with any man other than her husband. The crime can be committed only by and with a married woman; for the unlawful intercourse of a married man with an unmarried woman is not technically Adultery in the Jewish law.
22. ↑  Jewish Virtual Library: Adultery （页面存档备份，存于） Adultery is prohibited in the Decalogue (Ex. 20:13; Deut. 5:17), where it is listed between murder and theft (cf. Jer. 7:9; Ezek. 16:38; Hos. 4:2; Ps. 50:18; Prov. 6:30 ff.; Job 24:14–15) among offenses against one's fellow. The extramarital intercourse of a married man is not per se a crime in biblical or later Jewish law. This distinction stems from the economic aspect of Israelite marriage: the wife is the husband's possession, and adultery constitutes a violation of the husband's exclusive right to her; but the wife, as the husband's possession, has no such right to him. In other words, a man cannot commit adultery.
23. ↑  《馬太福音》第1章第19节
24. ↑  USCCB Matthew 1:19 commentary （页面存档备份，存于），as a devout observer of the Mosaic law, Joseph wished to break his union with someone whom he suspected of gross violation of the law. It is commonly said that the law required him to do so, but the texts usually given in support of that view, e.g., Dt 22:20–21 do not clearly pertain to Joseph’s situation...the penalty for proved adultery was death by stoning; cf. Dt 22:21–23.
25. ↑  《申命記》第24章第1节
26. ↑  Chabad Devarim - Deuteronomy - Chapter 24 （页面存档备份，存于） [In this case] he has an obligation to divorce her, lest she find favor in his eyes [and he might consequently wish to keep her, which he must not do, since she had committed an act of impropriety]. — [Gittin 90b]
27. ↑  《馬太福音》第1章第20-24节
28. ↑  Casper J.van der Kooi,. Tanja Schwander. . Current Biology. 2015, 25: r659-r661  [2020-12-28]. doi:10.1016/j.cub.2015.06.055. （原始内容存档于2020-11-11）.
29. ↑  Boring & Craddock 2009，第12頁.
30. ↑  Fredriksen 2008，第7頁.
31. ↑  Reddish 2011，第13頁.
32. ↑  Hurtado 2005，第318頁.
33. ↑  Lincoln 2013，第144頁.
34. ↑  Hurtado 2005，第318-319,325頁.
35. ↑  BeDuhn 2015，第170頁.
36. ↑  Sweeney 1996，第161頁.
37. ↑  France 2007，第56-57頁.
38. ↑  Lincoln 2013，第21頁.
39. ↑  Lincoln 2013，第23頁.
40. ↑  Lincoln 2013，第24-25頁.
41. ↑  Loewe 1996，第184頁.
42. 1 2  Kärkkäinen 2009，第175頁.
43. ↑  The Westminster handbook to patristic theology by John Anthony McGuckin 2004 ISBN 0-664-22396-6 page 286
44. ↑  Thinking of Christ: proclamation, explanation, meaning by Tatha Wiley 2003 ISBN 0-8264-1530-X page 257
45. ↑  McGuckin 2004，第286頁.
46. ↑  Paget 2010，第360頁.
47. ↑  Eirini Artemi, Cyril of Alexandria's critique of the term THEOTOKOS by Nestorius Constantinople, Acta theol. vol.32 no.2 Bloemfontein Dec. 2012
48. ↑  Wahlde 2015，第62-63頁.
49. ↑  Voorst 2000，第117頁.
50. 1 2  Cook 2011，第unpaginated頁.
51. ↑  Evans 1998，第450頁.
52. ↑  Simpler 1990，第396頁.
53. ↑  O'Sullivan, Daniel E., Marian devotion in thirteenth-century French lyric, 2005, ISBN 0-8020-3885-9, pp. 14–15.
54. ↑  Peltomaa 2001，第127頁.
55. ↑  Guiley, Rosemary, The encyclopedia of angels, 2004, ISBN 0-8160-5023-6, p. 183.
56. ↑  Ross, Leslie, Medieval art: a topical dictionary, 1996, ISBN 0-313-29329-5, p. 99.
57. ↑  Grabar, André, Christian iconography: a study of its origins, 1968, Taylor & Francis, p. 130.

### 書目
- Akyol, Mustafa. . St. Martin's Publishing Group. 2017. ISBN 9781250088703.
- Barclay, William. . Westminster John Knox Press. 1998. ISBN 9781250088703.
- BeDuhn, Jason.  (PDF). Forum. 2015, 3 (Fall 2015): 163–179  [2020-12-26]. （原始内容存档 (PDF)于2019-05-25）.
- Brown, Raymond E. . Paulist Press. 1973  [2020-12-26]. ISBN 978-0809117680. （原始内容存档于2021-12-27）.
- Brown, Raymond E. . Yale University Press. 1999. ISBN 978-0300140088.
- Boring, M. Eugene; Craddock, Fred B. . Westminster John Knox. 2009  [2020-12-26]. ISBN 9780664235925. （原始内容存档于2020-11-02）.
- Bruner, Frederick. . Eerdmans. 2004  [2020-12-26]. ISBN 9780802811189. （原始内容存档于2022-02-02）.
- Carrigan, Henry L., , Freedman, David Noel; Myers, Allen C.  (编), , Eerdmans, 2000  [2020-12-26], ISBN 9789053565032, （原始内容存档于2019-11-30）
- Carroll, John T. . Westminster John Knox Press. 2012. ISBN 978-0664221065.
- Casey, Maurice. . Westminster John Knox Press. 1991. ISBN 9780664227654.
- Cook, Michael J., , Burkett, Delbert  (编), , John Wiley & Sons, 2011, ISBN 9781444351750
- Davidson, John. . Clear Press. 2005. ISBN 978-1904555148.
- Deiss, Lucien. . Liturgical Press. 1996  [2020-12-26]. ISBN 978-0814622551. （原始内容存档于2022-04-07）.
- Dorman, T.M. . Bromiley, Geoffrey W.  (编). . Eerdmans. 1995. ISBN 978-0802837844.
- Evans, Craig, , Chilton, Bruce; Evans, Craig  (编), , BRILL, 1998  [2020-12-26], ISBN 9004111425, （原始内容存档于2020-10-04）
- France, R.T. . Eerdmans. 2007. ISBN 978-0802825018.
- Fredriksen, Paula. . Yale University Press. 2008  [2020-12-26]. ISBN 978-0300164107. （原始内容存档于2020-08-01）.
- Gregg, D. Larry, , Freedman, David Noel; Myers, Allen C.  (编), , Eerdmans, 2000  [2020-12-26], ISBN 9789053565032, （原始内容存档于2019-11-30）
- Hendrickson, Peter A.; Jenson, Bradley C.; Lundell, Randi H. . Wipf and Stock. 2015. ISBN 9781625641205.
- Hurtado, Larry. . Eerdmans. 2005  [2020-12-26]. ISBN 9780802831675. （原始内容存档于2020-09-19）.
- Kärkkäinen, V.-N, , Dyrness, William A.; Kärkkäinen, Veli-Matti  (编), , InterVarsity Press, 2009  [2020-12-26], ISBN 9780830878116, （原始内容存档于2020-10-20）
- Kodell, Jerome. . Karris, Robert J.  (编). . Liturgical Press. 1992. ISBN 978-0814622117.
- Koester, Helmut.  2. Walter de Gruyter. 2000. ISBN 9783110149708.
- Kugler, Robert; Hartin, Patrick. . Eerdmans. 2009  [2020-12-26]. ISBN 9780802846365. （原始内容存档于2020-07-27）.
- Lachs, Samuel T. . KTAV Publishing House. 1987. ISBN 978-0881250893.
- Lincoln, Andrew. . Eerdmans. 2013  [2020-12-26]. ISBN 978-0802869258. （原始内容存档于2022-04-14）.
- Loewe, William P. . Liturgical Press. 1996. ISBN 9780814650189.
- Marsh, Clive; Moyise, Steve,  2nd, A&C Black, 2006, ISBN 978-0567040732
- Marthaler, Berard L. . Twenty-Third Publications. 2007  [2020-12-26]. ISBN 9780896225374. （原始内容存档于2020-07-08）.
- McGuckin, John Anthony. . Westminster John Knox Press. 2004  [2020-12-26]. ISBN 9780664223960. （原始内容存档于2016-10-22）.
- Miller, John W., , Ellens, J. Harold  (编), , ABC-CLIO, 2008, ISBN 978-0275997236
- Morris, Leon. . Eerdmans. 1992. ISBN 978-0851113388.
- Paget, James Carleton. . Mohr Siebeck. 2010. ISBN 9783161503122.
- Reddish, Mitchell. . Abingdon Press. 2011  [2020-12-26]. ISBN 9781426750083. （原始内容存档于2020-10-19）.
- Peltomaa, Leena Mari. . BRILL. 2001. ISBN 9004120882.
- Reynolds, Gabriel Said. . Yale University Press. 2018  [2020-12-26]. ISBN 9780300181326. （原始内容存档于2022-04-04）.
- Robinson, Bernard P., , Corley, Jeremy  (编), , Bloomsbury, 2009, ISBN 9780567613790
- Saldarini, Anthony. . Dunn, James D.G.; Rogerson, John William  (编). . Eerdmans. 2003  [2020-12-26]. ISBN 978-0802837110. （原始内容存档于2014-05-02）.
- Sawyer, W. Thomas, , Mills, Watson E.; Bullard, Roger Aubrey  (编), , Mercer University Press, 1990, ISBN 978-0865543737
- Schowalter, Daniel N. . Metzger, B.M.; Coogan, D.  (编). . Oxford University Press. 1993  [2020-12-26]. ISBN 9780199743919. （原始内容存档于2020-09-27）.
- Simpler, Steven. . Mills, Watson E.; Bullard, Roger Aubrey  (编). . Mercer University Press. 1990  [2020-12-26]. ISBN 9780865543737. （原始内容存档于2017-10-18）.
- Sweeney, Marvin A. . Eerdmans. 1996. ISBN 978-0802841001.
- Turner, David L. . Baker. 2008  [2020-12-26]. ISBN 978-0-8010-2684-3. （原始内容存档于2020-09-20）.
- Tyson, Joseph B. . University of South Carolina Press. 2006  [2020-12-26]. ISBN 9781570036507. （原始内容存档于2018-07-08）.
- Voorst, Robert van. . Eerdmans. 2000  [2020-12-26]. ISBN 9780802843685. （原始内容存档于2020-08-19）.
- Wahlde, Urban von. . Bloomsbury. 2015. ISBN 9780567656599.
- Ware, Timothy. . Penguin. 1993. ISBN 9780141925004.
- Weaver, Rebeccah H., , Benedetto, Robert; Duke, James O  (编), , Westminster John Knox Press, 2008, ISBN 978-0664224165
- Welburn, Andrew J. . BRILL. 2008. ISBN 9789004163768.

## 外部連結
- 論童女生子 （页面存档备份，存于）

| 圣灵感孕 耶穌生平                            | 圣灵感孕 耶穌生平 | 圣灵感孕 耶穌生平 |
| -------------------------------------------- | ----------------- | ----------------- |
| 前任者： 加百列向撒迦利亞 宣告施洗約翰將出生 | 新約聖經 事件     | 繼任者： 聖母訪親 |